# Saint-Oradoux-de-Chirouze
Saint-Oradoux-de-Chirouze è un comune francese di 88 abitanti situato nel dipartimento della Creuse nella regione della Nuova Aquitania.

## Società

### Evoluzione demografica
Abitanti censiti